# Eixo Monumental do Museu Paulista da Universidade de São Paulo
O Eixo Monumental do Museu Paulista da Universidade de São Paulo, também chamado de eixo, é uma via que percorre os jardins em frente ao edifício-monumento do Museu Paulista e uma parte dentro do próprio prédio. Foi pensado para representar o caminho da história da formação Brasil, de sua descoberta até a independiencia. O trecho foi articulado por Afonso d'Escragnolle Taunay, terceiro diretor do museu, durante a reformulação da instituição na década de 1920.
O caminho estende-se do Monumento à Independência do Brasil, no início do jardim, passando pela escadaria principal, até a pintura Independência ou Morte, de Pedro Américo, que situa-se dentro do Salão Nobre, no segundo andar do edifício. Na sua extensão, dentro do prédio, estão várias das principais obras do Museu do Ipiranga, sobretudo aquelas que estão relacionadas ao período do Brasil Colônia e o da Independência do Brasil.

## Principais obras
O Eixo Monumental do Museu do Ipiranga é composto por várias obras do acervo da instituição. No trecho, existem exemplos de pinturas em telas, pinturas nas paredes, esculturas, estátuas, ânforas e outros objetos da coleção Museu Paulista.

### Salão Nobre
- Independência ou Morte
- Sessão das Cortes de Lisboa
- Dona Leopoldina da Áustria e seus filhos

### Salão de entrada
- Cacique Tibiriçá e Neto
- Raposo Tavares (Luigi Brizzolara)
- Fernão Dias (Luigi Brizzolara)

### Escadaria
- Estátua de Dom Pedro I
- Ânforas de cristal do Museu Paulista
- Ciclo da caça ao índio

### Jardim
- Monumento à Independência do Brasil

## Galeria

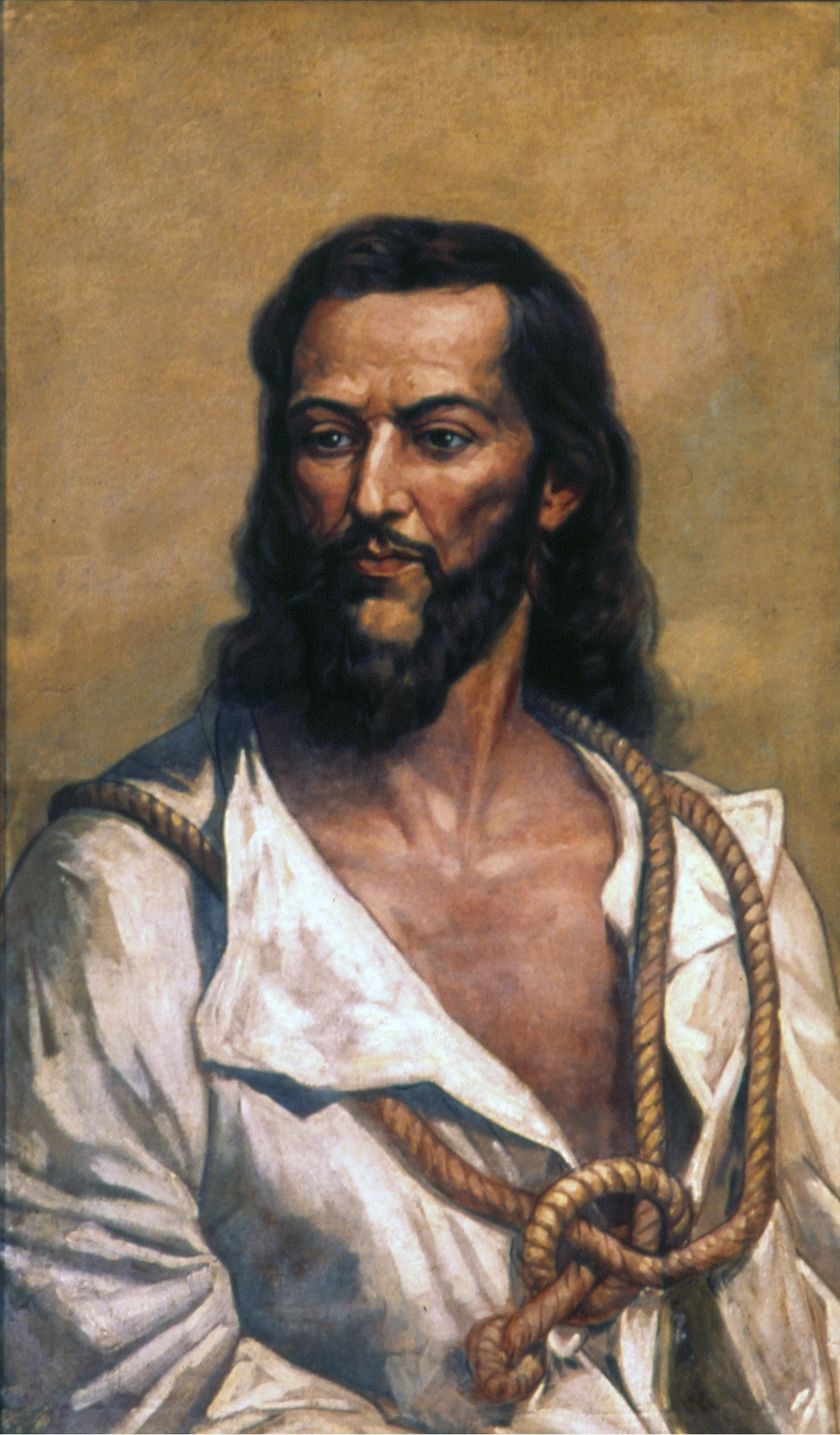
Retrato de Joaquim José da Silva Xavier, o Tiradentes, de Oscar Pereira da Silva
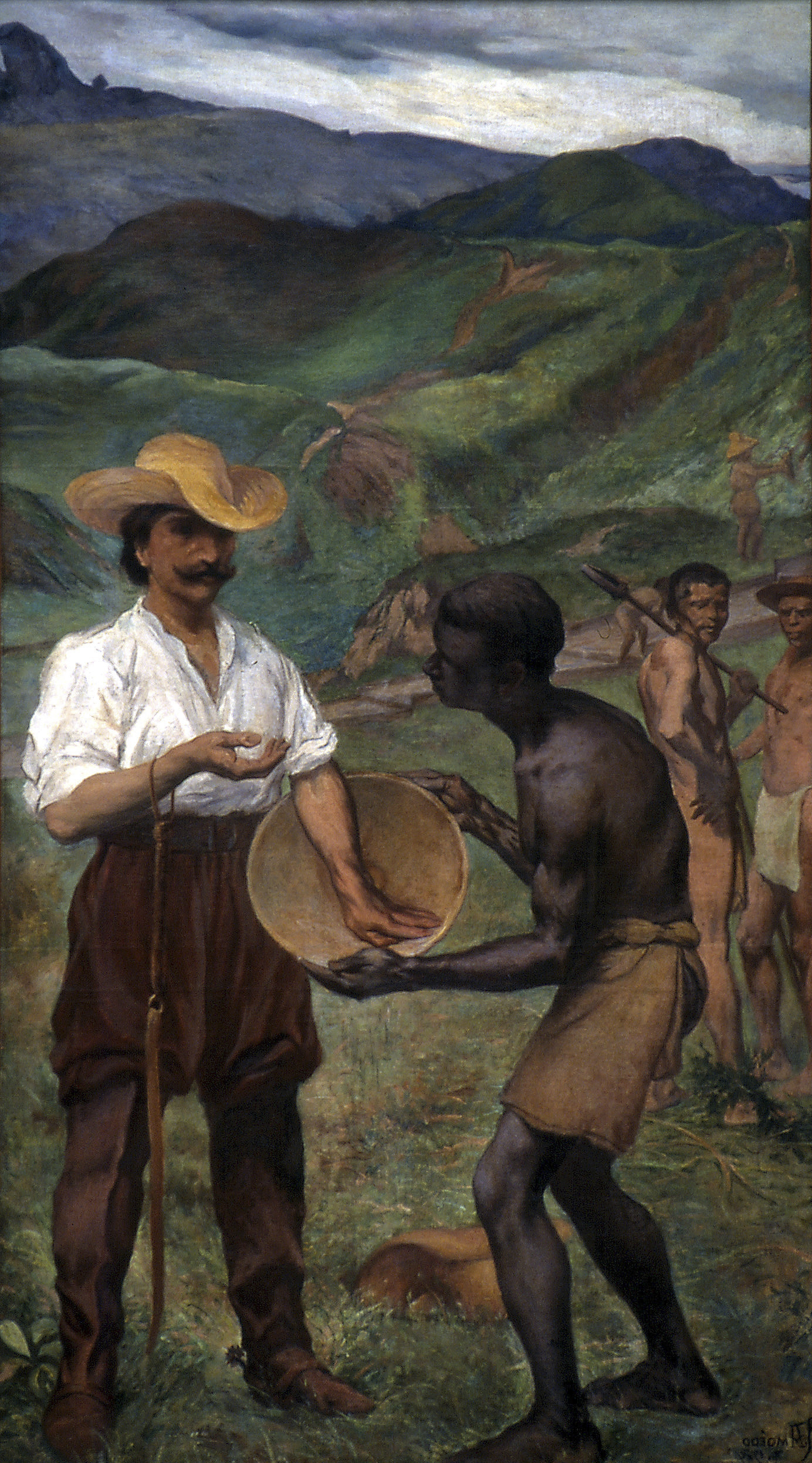
Ciclo do Ouro, por Rodolfo Amoedo
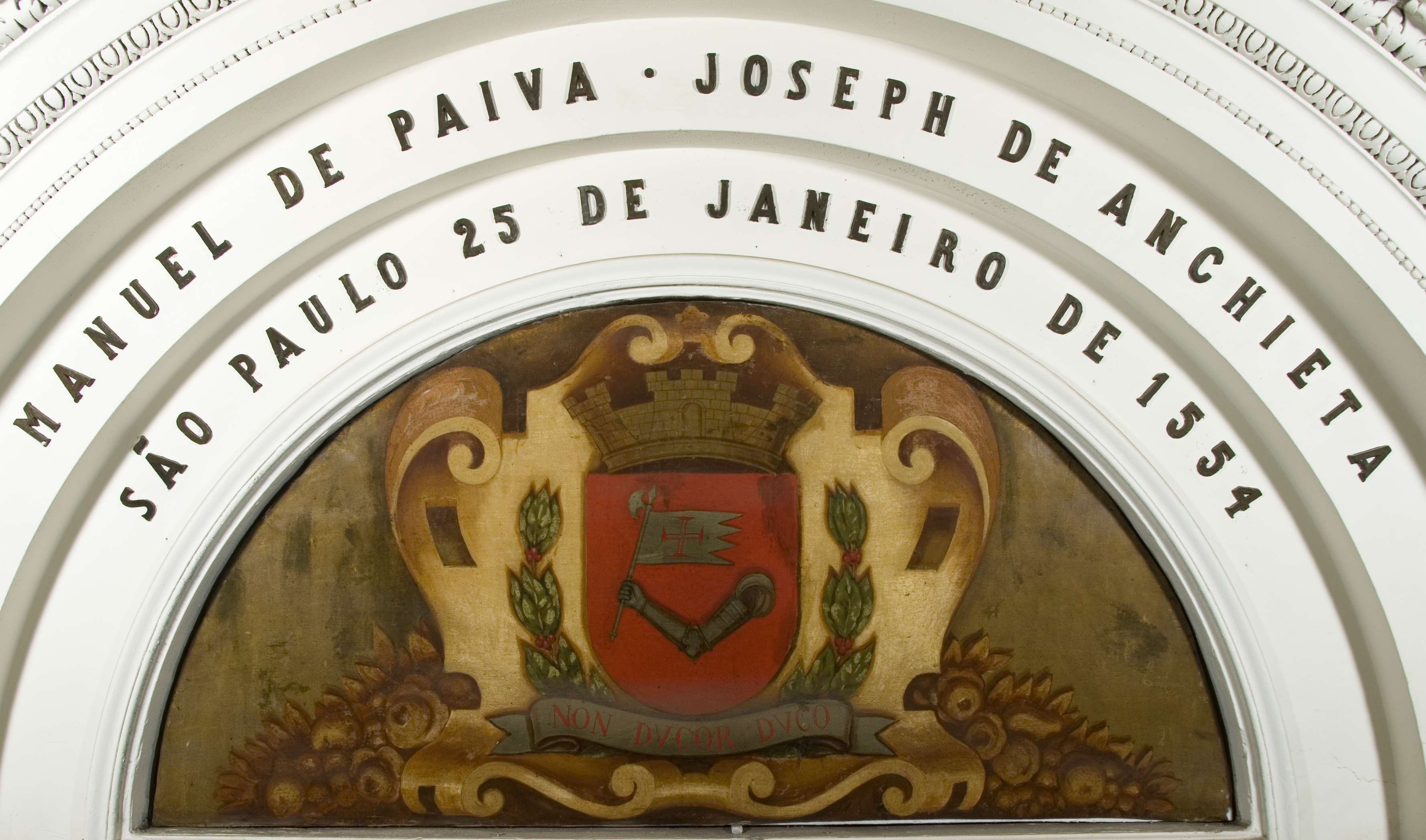
Brasão com Armas de São Paulo, por José Wasth Rodrigues
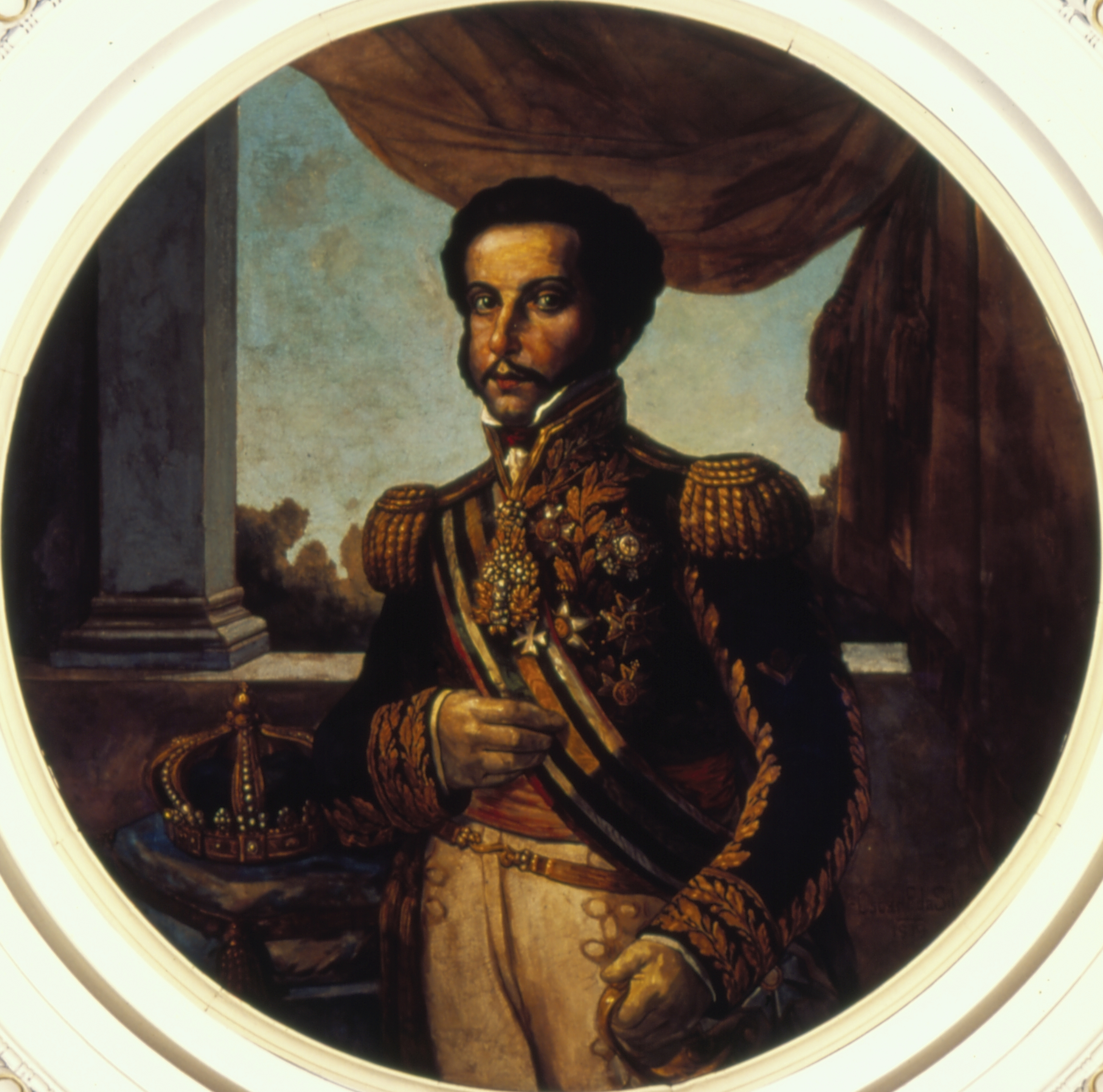
Retrato de D. Pedro I, por Oscar Pereira da Silva
Independência ou Morte, de Pedro Américo